# Primeira Guerra dos Bôeres
A Primeira Guerra dos Bôeres, travada entre 1880 e 1881, foi um conflito entre o Reino Unido e os bôeres (africânderes) da República do Transvaal na atual África do Sul. As tensões surgiram quando os britânicos anexaram o Transvaal em 1877, provocando a resistência dos bôeres que buscavam recuperar sua independência. A guerra começou com os bôeres se rebelando e declarando a restauração da República do Transvaal. Confrontos notáveis incluíram a Batalha de Bronkhorstspruit e a decisiva Batalha de Majuba Hill, onde as forças bôeres utilizaram táticas superiores para infligir derrotas significativas aos britânicos, resultando em altas baixas e na morte do General Colley.
O conflito terminou com a assinatura da Convenção de Pretória em agosto de 1881, que restaurou o autogoverno ao Transvaal sob a suserania britânica, concedendo-lhe efetivamente independência enquanto reconhecia a autoridade britânica sobre certos aspectos. A Primeira Guerra dos Bôeres reforçou a confiança e a identidade nacional dos bôeres, levando os britânicos a reavaliar suas táticas militares e políticas coloniais na África do Sul. Esta guerra preparou o terreno para tensões contínuas, que eventualmente levaram à muito maior Segunda Guerra dos Bôeres de 1899 a 1902.